# Conus papilliferus
Conus papilliferus é uma espécie de gastrópode do gênero Conus, pertencente à família Conidae.